# Gavin Bazunu
Gavin Bazunu, né le 20 février 2002 à Dublin, est un footballeur international irlandais qui évolue au poste de gardien de but au Southampton FC.

## Biographie

### Carrière en club
Formé chez les Shamrock Rovers de Dublin, Bazunu fait ses débuts avec l'équipe première du club le 9 juin 2018, réalisant par la même occasion sa première clean sheet lors de la victoire 5–0 des siens à domicile contre les Bray Wanderers, alors qu'il a seulement 16 ans.
Annoncé en partance depuis le début de la saison 2018-2019,, il est finalement transféré au Manchester City FC en février 2019, pour une somme estimé à un demi million d'euros, étant dans un premier temps intégré aux moins de 18 ans des citizens.
S'entraînant régulièrement avec l'équipe première, il fait notamment partie de l'effectif préparant le match de Ligue des champions contre le Real Madrid le 7 août 2020.
Quelques semaines plus tard, il prolonge son contrat avec City jusqu'en 2024 puis est prêté dans la foulée à Rochdale en League One pour la saison suivante,.
Il fait ses débuts avec le club de Rochdale le 5 septembre 2020, cardant sa cage inviolée lors du déplacement victorieux chez Huddersfield Town en EFL Cup, débutant en championnat la semaine suivante contre Swindon Town.
Le 1er juillet 2021, il est prêté à Portsmouth.
Le 17 juin 2022, il s'engage pour 5 ans à Southampton pour la somme de 20 millions d'euros.

### Carrière en sélection
Bazunu est international irlandais avec les moins de 17 ans et les espoirs. 
En mars 2021, il est appelé pour la première fois équipe senior, pour les éliminatoires de la Coupe du monde 2022, faisant ses débuts sur la scène internationale senior le 27 mars 2021, titularisé devant les cages pour le deuxième match des qualifications contre le Luxembourg,. Malgré la défaite des siens, il fait partie des rares irlandais a briller lors de cette contre-performance, étant décisif à plusieurs reprises, bien qu'impuissant sur le but subit en fin de match,.

## Palmarès

### Distinctions personnelles
- Membre de l'équipe type du Championnat d'Angleterre de troisième division en 2021-2022